# 方斯 (明尼蘇達州)
方斯（英語：Faunce）是位於美國明尼蘇達州伍茲湖縣福雷斯特阿里亞鎮區的一個非建制地區。

## 地理
方斯所處的海拔為高於海平面393米（即1289英呎），而該地所採用的時區為UTC-6，即北美中部時區（CST）。同時該地設有夏令時間，為UTC-6調快一小時，即UTC-5（CDT）。